# Viacheslav Zakhartsov

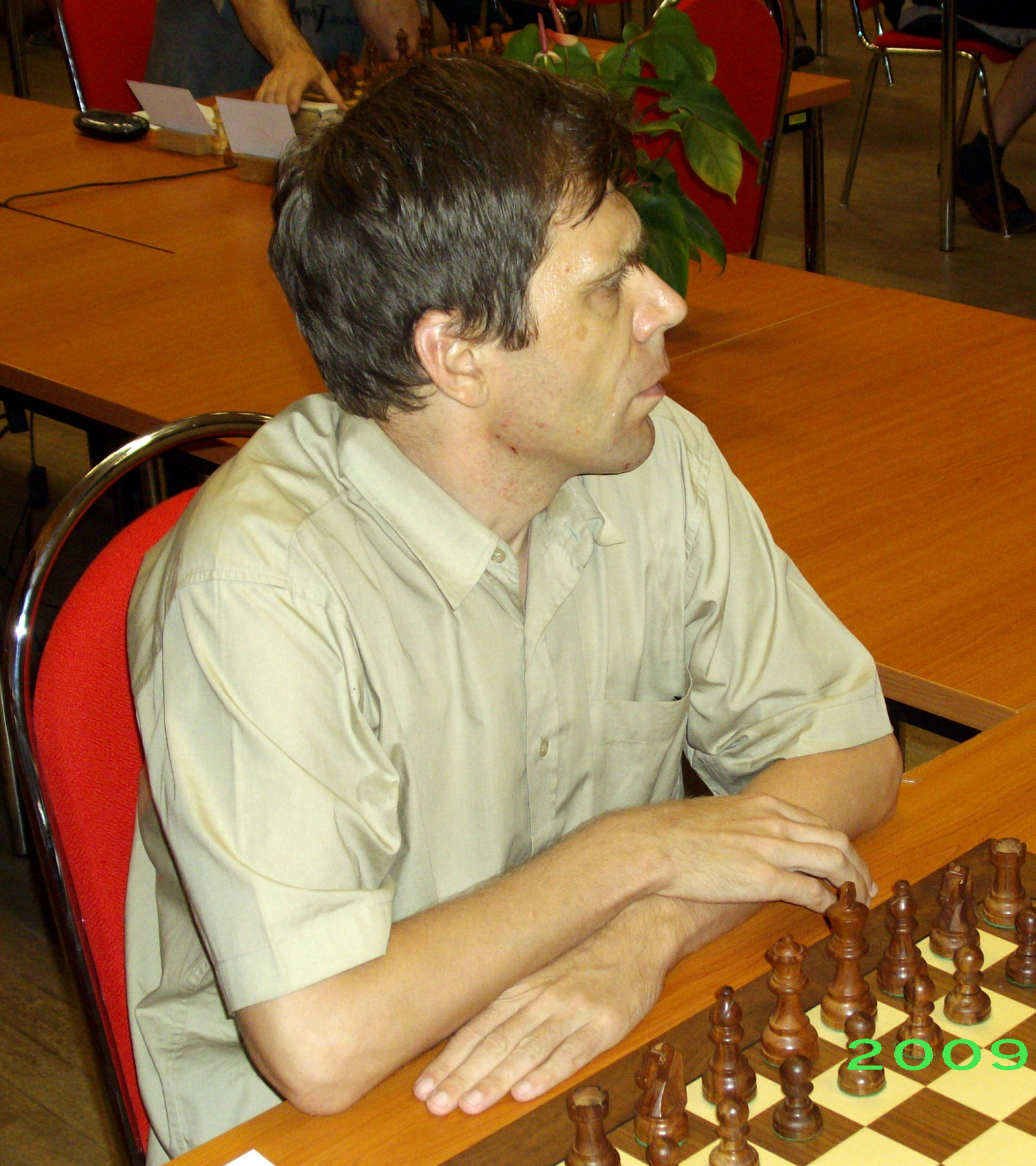
Viacheslav Zakhartsov in 2009

Viacheslav Vladimirovitsj Zakhartsov (Russisch: Вячеслав Владимирович Захарцов) (Omsk, 30 maart 1968) is een Russisch schaker met FIDE-rating 2544 in 2017. Hij is sinds 2007 een grootmeester (GM).
- In 2007 werd hij gedeeld 1e–9e met Alexei Fedorov, Vladimir Potkin, Alexei Aleksandrov, Andrei Deviatkin, Alexander Evdokimov, Denis Khismatullin, Jevgeni Tomasjevski en Sergei Azarov in het Aratovsky Memorial toernooi in Saratov.[1]
- In 2009 werd hij gedeeld winnaar, met Marat Dzhumaev van het Cappelle-la-Grande Open.[2]
- In 2011 werd hij gedeeld 2e–7e met Deep Sengupta, Maxim Turov, Krisztian Szabo, Lev Gutman, David Berczes en Samuel Shankland in het ZMDI Schaakfestival in Dresden.[3]
- In 2014 werd hij gedeeld 1e-4e in het ZMDI Open toernooi in Dresden.[4]

## Externe koppelingen
- (en)   Informatie over schaakpartijen van Viacheslav Zakhartsov op ChessGames.com
- (en)   Informatie over schaakpartijen van Viacheslav Zakhartsov op 365chess.com
- (en)  FIDE-ratinggegevens voor Viacheslav Zakhartsov